# Eupithecia sucidata
Eupithecia sucidata là một loài bướm đêm trong họ Geometridae.